# عرقون أصفر
عرقون أصفر (الاسم العلمي:Euphrasia flavicans) هو نوع من النباتات يتبع جنس العرقون من الفصيلة الهالوكية. تم وصف هذا النوع من النبات علمياً لأول مرة من قبل رودولف أماندوس فيليبي.